# Frende
Frende ist eine Gemeinde im Norden Portugals.
Frende gehört zum Kreis Baião im Distrikt Porto, besitzt eine Fläche von 2,9 km² und hat 580 Einwohner (Stand 19. April 2021).